# Cycloneuralia

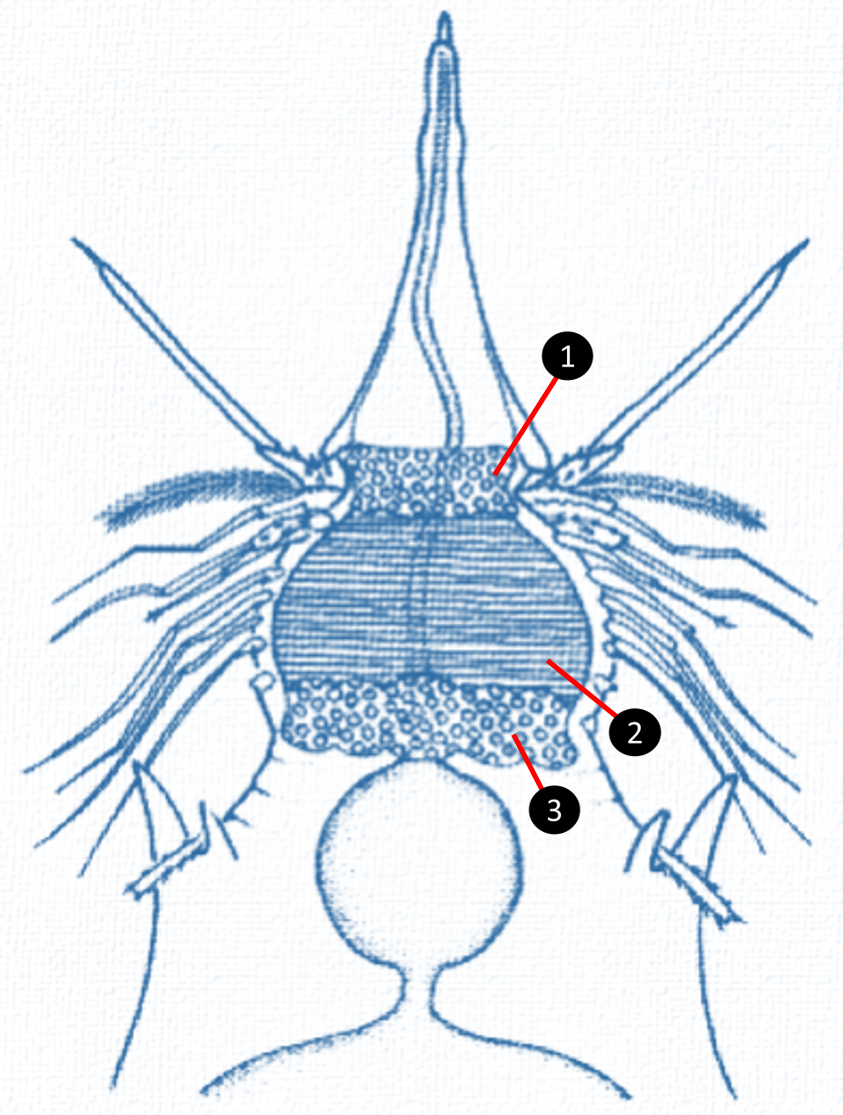
Cerebro de Nonaloricus (Loricifera) en vista dorsal. 1. Región anterior; 2. Región media; 3. Región posterior.

Introvert protruido de Franciscideres (Kinorhyncha)

Los Cycloneuralia son un clado de animales ecdisozoos formado por los subclados Scalidophora (Kinorhyncha, Loricifera, Priapulida) y Nematoida (Nematoda, Nematomorpha). El nombre deriva de la posición del cerebro, el cual rodea la faringe.
Si bien hoy en día se los considera mayoritariamente un grupo natural (monofilético), su existencia es discutida, apareciendo como parafilético en algunos estudios. Sumado a esto, los datos moleculares tampoco apoyan su monofilia. Los Cycloneuralia a veces son erróneamente sinonimizados con el antiguo, polifilético y obsoleto grupo Nemathelminthes.

## Definición
El clado Cycloneuralia surge como un nuevo grupo que incluye a los phyla Nematoda, Nematomorpha, Priapulida, Kinorhyncha y Loricifera, los dos primeros formando el clado Nematoida y los tres últimos el clado Scalidophora.
La hipótesis actual más aceptada por los zoólogos es que los Cycloneuralia representan un grupo monofilético. Todos los Cycloneuralia comparten la característica (apomorfía morfo-anatómica) de poseer un cerebro perifaringeo, rasgo que le da nombre al grupo y apoya su existencia.
Este cerebro perifaringeo es único en su clase y presenta tres regiones:
- Una región anterior y posterior formadas por pericariones (cuerpos celulares de las neuronas).
- Una porción media formada por neurópilo (un complejo de procesos celulares, tanto prolongaciones neuronales [axones, dendritas], como prolongaciones de células gliales [astrocitos, oligodendrocitos y microglía])

Por otra parte, un introvert bien desarrollado aparece en Priapulida, Kinorhyncha y Loricifera. Las larvas de Nematomorpha tienen el mismo tipo de introvert, pero se pierde en los adultos. Los Nematoda no tienen introvert, pero en el género Kinonchulus hay una parte anterior invaginable que parece homóloga a la de los otros Cycloneuralia.
Las espinas del introvert de los phyla Priapulida, Kinorhyncha y Loricifera son particulares y exclusivas de estos grupos (apomorfía): integran el clado Scalidophora.
Hay dos tipos de introverts: los que invierten la faringe por presión hidrostática (Priapulida) y los que tienen un cono oral retráctil, que no se invierte (Kinorhyncha, Loricifera).
La retracción del introvert se produce por medio de dos anillos musculares (retractores del introvert) uno de los cuales rodea al cerebro y el otro pasa por dentro del cilindro cerebral.
Otra de las apomorfías que define a los Scalidophora es la presencia de unas fosas sensoriales llamadas flosculi, cuyas células llevan una sola cilia rodeada de microvilli.
Los Nematoda y Nematomorpha presentan una cutícula formada por colágeno: forman el clado Nematoida.

## Fiologenia
Los Cycloneuralia forman un subgrupo del gran clado Ecdysozoa, ubicados dentro del supergrupo Protostomia. Parecen estar morfológicamente bien definidos, pero casi nunca aparecen como un grupo monofilético en análisis filogenéticos moleculares. La mayoría de los estudios muestran a los Scalidophora y Nematoida como clados separados en varias posiciones con respecto a los artrópodos, pero los Priapulida son basales en varios análisis filogenéticos (por ejemplo Sorensen et al.2008; Rota-Stabelli et al. 2010; Edgecombe et al. 2011), aunque muchos estudios se basan en pocos taxones. La consecuencia de esto es que si bien el clado está bien definido morfológicamente, las relaciones internas son difíciles de dilucidar y no hay acuerdo entre los científicos.
Los Cycloneuralia incluyen dos clados:
- Los Nematoida están formados por los phyla Nematoda y Nematomorpha. Las principales apomorfías que dan apoyo a la existencia de este clado son: (1) cutícula formada por colágeno, (2) pared corporal formada solo por músculos longitudinales, (3) cordones ectodérmicos longitudinales.
- Los Scalidophora o Cephalorhyncha incluyen a los phyla Priapulida, Kinorhyncha y Loricifera. Las apomorfías que los unen son: (1) introvert con anillos de escálides, (2) flosculi, (3) dos anillos de músculos retractores del introvert. Las relaciones internas de estos tres phyla esdiscutida, pero las evidencias apuntan a que los Loricifera son filogenéticamente más cercanos a los Kinorhyncha que a los Priapulida.

Siguiendo la propuesta de Nielsen, las relaciones internas de los Cycloneuralia son las siguientes:
|  | \| \| Kinorhyncha \| \| \| \| \| \| Loricifera \| \| \| \| |
|  |                                                            |
|  | Priapulida                                                 |
|  |                                                            |
|  | Kinorhyncha                                                |
|  |                                                            |
|  | Loricifera                                                 |
|  |                                                            |

|  | Kinorhyncha |
|  |             |
|  | Loricifera  |
|  |             |

|  | Nematoda     |
|  |              |
|  | Nematomorpha |
|  |              |

|  | \| \| Kinorhyncha \| \| \| \| \| \| Loricifera \| \| \| \| |
|  |                                                            |
|  | Priapulida                                                 |
|  |                                                            |
|  | Kinorhyncha                                                |
|  |                                                            |
|  | Loricifera                                                 |
|  |                                                            |

|  | Kinorhyncha |
|  |             |
|  | Loricifera  |
|  |             |

|  | Nematoda     |
|  |              |
|  | Nematomorpha |
|  |              |